# Harald Schrader
Harald Schrader (* 24. September 1944) ist ein deutschstämmiger Neurologe, der am Universitätskrankenhaus Trondheim in Norwegen tätig war.

## Leben
Schrader wurde in der Nähe von München als Sohn einer norwegischen Mutter und eines deutschen Vaters geboren. Er machte das Abitur 1964 an der Herderschule in Rendsburg, studierte von 1964 bis 1970 Medizin im Universitätskrankenhaus Eppendorf in Hamburg und arbeitete unter Mundinger von 1971 bis 1973 als wissenschaftlicher Assistent in die neurochirurgischen Klinik der Universität Freiburg im Breisgau. 1973 zog er nach Norwegen, wo er von 1974 bis 1980 unter Leitung von Refsum auf der neurologischen Abteilung des Nationalen Universitätskrankenhauses (Rikshospitalet) seine Facharztausbildung als Neurologe bekam. 1981 bis 1987 war er als Hochschullehrer an der neurologischen Abteilung des Universitätskrankenhauses Ullevål in Oslo tätig. 1987 bis 2009 war er ordentlicher Professor der Technisch-Naturwissenschaftlichen Universität Norwegens (NTNU) und Oberarzt auf der neurologischen Abteilung des Universitätskrankenhauses in Trondheim.

## Forschungsaktivität

### Kritisch erhöhter Druck innerhalb des Schädels
Von 1981 bis 1985 konnte er einen wesentlichen Mechanismus klären, der bei kritisch erhöhtem Druck innerhalb des Schädels zu einem erhöhten Blutdruck, unregelmäßiger Atmung und Änderung der Herzfrequenz, dem sogenannten Cushing-Reflex, führt. Zusammen mit Zwetnow und Löfgren konnte er dabei nachweisen, dass bei deutlich erhöhtem Blutdruck das Schädelinnere volumenbezogen fast bis zum Doppelten einer Schwellung toleriert, bevor ein irreversibler Hirnschaden eintritt.

### Narkolepsie
1984–85 machte er eine kontrollierte Studie, die zeigte, dass ein Serotonin-Wiederaufnahmehemmer (SSRI) akzessorische Symptome wie Kataplexie, Halluzinationen und Schlaflähmungen der Narkolepsie signifikant bessern kann.

### Migränevorbeugung
1996 entdeckte er bei der Behandlung seines eigenen erhöhten Blutdruckes, dass das angewendete Medikament, der ACE-Hemmer Lisinopril, auch seine Migräne zum Verschwinden brachte. Einen gleich guten, vorbeugenden Effekt hatte der Angiotensin-II-Rezeptor Antagonist Candesartan, nachdem unter Lisinopril als Nebenwirkung ein Trockenhusten auftrat. Nachfolgende kontrollierte Studien dokumentierten die Ebenbürtigkeit mit den besten bisherigen prophylaktischen Medikamenten. Im Vergleich mit Betablockern gibt es weniger Gegenanzeigen. Candesartan wird jetzt zunehmend in vielen Ländern als ein Prophylaktikum der ersten Wahl angewendet.
Die aktuelle Migräneleitlinie der Arbeitsgemeinschaft der Wissenschaftlichen Medizinischen Fachgesellschaften sieht Candesartan allerdings nur als Mittel mit niedrigem Evidenzgrad und daher nicht als 1. Wahl. Bereits 2003 äußerte sich das arznei-telegramm zu Candesartan aufgrund der damals vorhandenen, von der Firma Astra-Zeneca gesponserten, Datenlage kritisch.

### Folgezustände nach Halswirbelschleudertrauma
Auf Grund dramatisch zunehmender Anzahl von Unfallopfern mit chronischen Beschwerden nach Halswirbelschleudertrauma (HWS-ST) in Norwegen Ende der 80er/Anfang der 90er Jahre bekam Schrader die Idee, das Vorkommen dieses Leidens in einem osteuropäischen Land wie Litauen zu untersuchen. In Litauen gab es damals kein oder ein sehr geringes Bewusstsein in der Allgemeinbevölkerung über mögliche Folgeschäden nach HWS-ST und minimale Möglichkeiten finanzieller Entschädigung. Unter seiner Leitung untersuchten norwegische und litauische Neurologen in den Jahren 1994 bis 1998 in kontrollierten Studien die Häufigkeit eines chronischen HWS-ST Syndroms bei litauischen Unfallopfern. Es zeigte sich, dass keines der insgesamt 412 Opfer eines Auffahrunfalls bleibende, unfallbedingte Symptome entwickelte. Nach der Publikation der ersten Studie 1996 in der Zeitschrift „The Lancet“, die international Aufsehen erregte, gab es mehrere Leserbriefe, die das Studiendesign kritisierten, aber auch Anerkennung. Fred Plum vom New Yorker Universitätskrankenhaus bezeichnete die Studie als „an act of epidemiological genius“. Der kanadische Psychiatrieprofessor Malleson schrieb in seinem Buch „Whiplash and other useful illnesses“: „Like frightful wikings from the past they had threatened to break havoc with the profitable whiplash industry“. Es gab heftige Proteste von Vertretern von Schleudertrauma Interessenorganisationen, die Schrader bezichtigten, seine Studie von Versicherungsgesellschaften finanziert gehabt zu haben. Schrader hatte jedoch nur finanzielle Stütze von seiner Universität (NTNU) in Trondheim erhalten. Nach Publikation einer prospektiven Kohortenstudie im Jahr 1999 wurde bisher in internationalen medizinwissenschaftlichen Zeitschriften keine detaillierte, näher begründete Kritik oder eine ähnlich sorgfältig kontrollierte, den litauischen Ergebnissen widersprechende, Studie veröffentlicht. 2012 publizierte Schrader zusammen mit dem deutschen Rechtsmediziner Eisenmenger und dem Leiter des norwegischen Nationalen Kopfschmerzzentrums, Stovner, eine umfassende Studie in der medizinischen Zeitschrift „Der Orthopäde“. Die Verfasser hatten in der medizinischen Metadatenbase „Pubmed“ in über 1600 Schleudertrauma Publikationen seit 1996 nach Studien gesucht, die mit einem methodologisch einwandfreien Design die Existenz des chronischen HWS-ST dokumentieren konnten. Keine Arbeit wurde identifiziert.

## Ehrungen
- 1976 Ragnar Forsberg Legat für junge Neurologen
- 1985 Thomas W, Langfitts Preis für die Studien über den Cushing Reflex (6. Internat. ICP Konferenz, Glasgow, 1985)
- 1997 Monrad-Krohns Preis für HWST-ST Studien in Litauen
- 2001 Ehrenmedaille der mittelnorwegischen Zeitung Adresseavisen für Entdeckung neuer Migränevorbeugung